# Дом Псалти
Дом Псалти (Здание фотостудии) — двухэтажное здание, расположенное на Петровской улице в городе Таганроге Ростовской области.  Объект культурного наследия регионального значения (приказ № 124 от 31.12.02 года).
Адрес:  г. Таганрог, улица Петровская д. 82.

## История
Одноэтажный кирпичный дом по улице Петровской, 82 в Таганроге был построен на средства купца Николай Псалти  в середине XIX века. По окончании строительства в здании снимал помещения мастер портретной фотографии Симеон Исакович. Это был один из первых кабинетов фотографии в городе. В середине 60-х годов XIX века здесь в качестве ретушера некоторое время работал русский художник греческого происхождения, мастер пейзажной живописи Архип Иванович Куинджи. К этому времени относятся первые отпечатки на бумаге фотографических изображений. В 1876 году здание полностью отошло в собственность С. Исаковича.
Некоторое время в доме размещался кабинет фотографа Н. Н. Вайнера. У жителя дома, Бориса Михайловича Шика, летом 1902 года однажды в доме произошла кража. Воры в 3 часа ночи забрались в дом и похитили у него серебряный порт-табак,  золотые часы и другие ценные вещи. С. Г. Шик был известен в городе,  как мастер городских пейзажей. Он первым в Таганроге сделал фотографии сорока преступников, вошедших в созданную картотеку в сыскном отделении полиции. 
В начале XX века дом купил зубной врач Абрам Майоров, а с начала 1910-х годов его владельцем стал дворянин В. В. Седов. При Седове в здании надстроили второй этаж. Перестройка способствовала удорожанию здания в несколько раз. Здесь сам хозяин, Василий Васильевич Седов, жил с дочкой Екатериной и супругой Марией Михайловной. Первый этаж здания арендовал  техник по протезированию зубов Ц. С. Нордштейн. Брат Ц. С. Нордштейна, А. С. Нордштейн открыл в этом же здании фотографический кабинет. На первом этаже дома Псалти работал магазин дамских шляп Бермана.
В годы советской власти здание было национализировано, в последние годы в нём на втором этаже жил ветеран спорта России Магри Ахиллес Николаевич. При советской власти на первом этаже долгое время работали магазин политической книги «Факел»,  фотоателье «Этюд». В настоящее время это жилой дом с магазином канцтоваров «Персона» и фотоателье.

## Архитектура
Симметричное кирпичное двухэтажное здание с двумя балконами построено в классическом стиле. В центре здания устроен проезд во двор и витиеватыми железными воротами. Окна здания второго этажа украшают замковые камни, межэтажный карниз. Здание имеет несколько входов в магазины и на второй этаж. Над боковыми окнами выполнены фронтоны. Здание относится к объектам культурного наследия регионального значения (Приказ № 124 от 31.12.02 года).